# Tetratoma ainu
Tetratoma ainu is een keversoort uit de familie winterkevers (Tetratomidae). De wetenschappelijke naam van de soort werd in 1963 gepubliceerd door Takehiko Nakane.